# 白马桥乡 (余干县)
白马桥乡，是中华人民共和国江西省上饶市余干县下辖的一个乡镇级行政单位。

## 行政区划
白马桥乡下辖以下地区：
白马村、藕塘村、古塘村、山源村、寺前村、詹湾村、港边村、潼湖村、潼口村、毛坊村、程家村、湖溪村、凤凰村、店上村、紫溪村、安居村和熊家村。